# Сан Микеле (Римини)
Сан Микеле је насеље у Италији у округу Римини, региону Емилија-Ромања.
Према процени из 2011. у насељу је живело 713 становника. Насеље се налази на надморској висини од 56 м.